# Koningin Elisabethwedstrijd 2008 (voor zang)
De Koningin Elisabethwedstrijd 2008 (voor zang) was de zesde editie van de Koningin Elisabethwedstrijd voor zang en had plaats tussen 8 en 24 mei 2008. Voor deze editie werden 83 kandidaten geselecteerd voor de eerste ronde van wie er 71 kandidaten meededen.

## Juryleden
De jury stond ook deze keer weer onder voorzitterschap van Arie Van Lysebeth; secretaris van de jury was opnieuw Nicolas Dernoncourt.
In alfabetische volgorde waren de juryleden: Martina Arroyo, Renée Auphan, Edith Bers, Marc Clémeur, Lella Cuberli, Peter de Caluwe, Greta De Reyghere, Helmut Deutsch, Serge Dorny, Brigitte Fassbaender, Raina Kabaivanska, Peter Kooij, Tom Krause, Ann Murray, Hermann Christian Polster, Marc Soustrot, Joan Sutherland, Anna Tomowa Sintow en José van Dam.

## Eerste ronde (8 - 10 mei)
In de eerste ronde konden de 71 kandidaten hun prestaties tonen door het spelen van twee werken naar keuze (opera-aria's, oratoriumaria's, Lieder of melodieën) uit verschillende tijdperken en in verschillende talen.

## Halve finale (12 - 14 mei)
Na de eerste ronde werden 24 kandidaten geselecteerd voor de halve finale.
In de halve finale zongen de kandidaten het verplichte werk Canzone van Wim Henderickx.

## Finale (21 – 24 mei)
De volgende 12 finalisten traden in deze volgorde op:
- 21 mei: Changhan Lim - Elizabeth Bailey - Szabolcs Brickner
- 22 mei: Yuri Haradzetski - Michèle Losier - Anna Kasyan
- 23 mei: Isabelle Druet - Layla Claire - Jung Nan Yoon
- 24 mei: Tatiana Trenogina - Gabrielle Philiponet - Bernadette Grabias

### Slotconcert
Het slotconcert vond plaats op 5 juni 2008 met de eerste drie prijswinnaars, in aanwezigheid van koning Albert en zijn vrouw Paola.

## Prijzen
De prijzen werden plechtig uitgereikt door Koningin Fabiola, zoals gebruikelijk op de terreinen van de Muziekkapel Koningin Elisabeth.
- Eerste prijs, Grote Internationale Prijs Koningin Elisabeth, Prijs Koningin Fabiola (€ 20.000): Szabolcs Brickner
- Tweede prijs, Prijs van de Belgische Federale Regering, (€ 17.500) met concertaanbiedingen: Isabelle Druet
- Derde prijs, Prijs Graaf de Launoit (€ 15.000) met concertaanbiedingen: Bernadetta Grabias
- Vierde prijs, Prijs van de Gemeenschapsregeringen van België, dit jaar aangeboden door de Vlaamse Gemeenschap (€ 10.000) met concertaanbiedingen: Anna Kasyan
- Vijfde prijs, Prijs van het Brussels Hoofdstedelijk Gewest (€ 8.000) met concertaanbiedingen: Yuri Haradzetski
- Zesde prijs, Prijs van de Stad Brussel (€ 7.000) met concertaanbiedingen: Gabrielle Philiponet
- Niet gerangschikte laureaten (€ 4000): Elizabeth Bailey, Layla Claire, Changhan Lim, Michèle Losier, Tatiana Trenogina, Jung Nan Yoon